# Gewone dakschildpad
De gewone dakschildpad (Batagur kachuga) is een schildpad uit de familie Geoemydidae. De soort werd voor het eerst wetenschappelijk beschreven door John Edward Gray in 1831. Oorspronkelijk werd de wetenschappelijke naam Emys kachuga gebruikt. De soort werd vroeger tot het geslacht Kachuga gerekend.

## Uiterlijke kenmerken
De gewone dakschildpad heeft een maximale schildlengte van 56 centimeter, het schild is eivormig, relatief plat en heeft een duidelijk kiel op het midden van het schild. De kleur van het rugschild is bruin tot donkergroen, het buikschild en de verbindingsbrug zijn geel van kleur. De kop heeft een enigszins uitstekende snuit die wat omhoog staat.
In tegenstelling tot de meeste schildpadden is er een sterke seksuele dimorfie, de mannetjes en vrouwtjes zijn makkelijk uit elkaar te houden. De kop van het mannetje is roodachtig aan de bovenzijde en blauw aan de zijkanten, vrouwtjes hebben een donkerblauwe kop. Mannetjes zijn daarnaast te herkennen aan de twee gele strepen aan weerszijden van de kop. De nek van een vrouwtje is bruin, die van een mannetje heeft zeven rode tot roodbruine strepen. Daarnaast worden vrouwtjes groter maar hebben een smallere en kortere staart dan de mannetjes.
Deze soort is naast de batagurschildpad (Batagur baska) de enige bekende schildpad met twee getande, opstaande randen tegen het verhemelte.

## Verspreiding en habitat
De gewone dakschildpad komt voor in delen van Azië. De schildpad komt voor in de landen Bangladesh, India en Nepal, mogelijk ook in Myanmar. De habitat bestaat uit diepe, brede en langzaam stromende rivieren zoals de Ganges in India. Over de biologie en levenswijze is weinig bekend. Er is beschreven dat de schildpad in gevangenschap volledig herbivoor is.